# Edward Acevedo Cruz
Edward Acevedo Cruz (Santo Domingo, República Dominicana, 10 de diciembre de 1985) es un exfutbolista y entrenador dominicano, se desempeñaba en el terreno de juego como defensa lateral y mediocampista ofensivo y actualmente es el seleccionador de la República Dominicana en categoría sub-17 y sub-15. 

## Clubes

### Como jugador
| Club                    | País                 | Año         |
| ----------------------- | -------------------- | ----------- |
| Club Barcelona Atlético | República Dominicana | 2006–2009   |
| FK Veternik             | Serbia               | 2009–2010   |
| FK Modriča              | Bosnia y Herzegovina | 2010-2012   |
| FK Rudar Prijedor       | Bosnia y Herzegovina | 2012–2013   |
| FK Sloga Doboj          | Bosnia y Herzegovina | 2013–2014   |
| FK Tekstilac Derventa   | Bosnia y Herzegovina | 2014-2015   |
| Cibao FC                | República Dominicana | 2015 - 2017 |

### Como entrenador
| Club                                  | País                 | Año         |
| ------------------------------------- | -------------------- | ----------- |
| Cibao Atlético                        | República Dominicana | 2016 - 2017 |
| Cibao FC                              | República Dominicana | 2018 - 2020 |
| Delfines del Este FC                  | República Dominicana | 2020        |
| Moca FC                               | República Dominicana | 2021        |
| Atlético Vega Real                    | República Dominicana | 2022 - 2024 |
| Selección República Dominicana Sub-17 | República Dominicana | 2024 - act. |

## Palmarés

### Como jugador

#### Campeonatos nacionales
| Título                    | Club     | Año  |
| ------------------------- | -------- | ---- |
| Copa Dominicana de Fútbol | Cibao FC | 2015 |
| Copa Dominicana de Fútbol | Cibao FC | 2016 |

#### Campeonatos internacionales
| Título                         | Club     | Año  |
| ------------------------------ | -------- | ---- |
| Campeonato de Clubes de la CFU | Cibao FC | 2017 |

### Como entrenador

#### Campeonatos nacionales
| Título                    | Club     | Año  |
| ------------------------- | -------- | ---- |
| Liga Dominicana de Fútbol | Cibao FC | 2018 |